# Reuven Dafni
Reuven Dafni (rođen: Ruben Kandt) (Zagreb, 11. studenoga 1913. – Jeruzalem, Izrael, 15. lipnja 2005.), hrvatski partizan, izraelski vojnik i diplomat.

## Životopis
Reuven Dafni je rođen kao Ruben Kandt 11. studenoga 1913., u zagrebačko-židovskoj obitelji Maksimilijana i Regine Kandt. 1927. godine Dafni je s obitelji iz Zagreba preselio u Austriju. Antisemitizam je prvi put na svojoj koži osjetio u Austriji. Studirao je u Beču gdje mu je otac radio kao diplomat. Dafni je bio aktivan sportaš, član studenskog saveza i aktivist "Cionističkog pokreta mladih". 1936. emigrirao je u Palestinu gdje je sudjelovao u osnivanju kibuca Ein Gev. Po dolasku u Palestinu promijenio je ime i prezime u hebrejsko. 1940. godine pridružio se Židovskoj brigadi britanske vojske s kojom se borio protiv Wehrmachta u Sjevernoafričkoj kampanji i Invaziji na Kretu. Sredinom ožujka 1944., Dafni je s nekolicinom suboraca-padobranaca spušten na teritorij Jugoslavije. Odande se pridružio narodnooslobodilačkom pokretu u Hrvatskoj uz pomoć kojega je održavao radio veze sa saveznicima. Dafni je u Hrvatskoj proveo šest mjeseci, nakon čega se je vratio u kibuc. Dafnijeva majka Regina Schwartz-Kandt je ubijena u Beogradu u studenome 1942., tijekom Holokausta. Ujak, Rikard Schwartz, mu je ubijen u Jasenovcu. 1946. godine, kao član paravojne formacije Haganahe u Izraelu, Dafni je u Sjedinjenim Američkim Državama skupljao novac za kupnju oružja za predstojeći Izraelski rat za neovisnost. Jedan od donatora je bio američki mafijaš Bugsy Siegel. Dafni se ponovno vratio u Ameriku 1948., ovaj put da bi skupio novac za novoosnovanu državu Izrael. Iste godine imenovan je prvim konzulom Izraela u Los Angelesu. Od 1953. do 1956. Dafni je bio generalni konzul Izraela u New Yorku. Kasnije je služio kao generalni konzul u Mumbaiju, Indiji i kao veleposlanik u Keniji i Tajlandu. Punih trinaest godina, od 1983. do 1996., Dafni je bio pomoćnik direktora memorijalnog centra Yad Vashem u Jeruzalemu.
Dafni je bio oženjen Rinom Grossman-Dafni s kojom je imao dvoje djece, sina Yorama i kćer Avital. Nakon suprugine smrti ženio se još dva puta. Dafni je umro u Jeruzalemu 15. lipnja 2005. godine.